# Блайссе, Стевен
Стевен Блайссе (нидерл. Steven Joseph (Steven) Blaisse, 7 мая 1940, Амстердам — 20 апреля 2001, Брюммен, Гелдерланд) — голландский спортсмен, гребец, призёр чемпионата Европы по академической гребле, а также Летних Олимпийских игр 1964 года.

## Биография
Стевен Блайссе профессионально начал заниматься греблей с 1958 года, тренируясь на базе клуба «ASR Nereus» в Амстердаме. Первый олимпийский опыт им был получен во время Летних Олимпийских игр 1960 года в Риме. На соревнованиях по академической гребли он выступал в категории — двойки без рулевого. Совместный дебют с Эрнстом Веенемансом на озере Альбано не принес голландской команде медалей. Успех к этой спортивной паре пришёл в 1961 году на чемпионате Европы по академической гребле 1961 года в Праге. В двойках распашных без рулевого Блайсе и Веенеманс заработали бронзовые медали. Высшая награда ими была добыта на Чемпионате Европы по академической гребле 1964 года в Амстердаме в двойках распашных без рулевого. После этого успеха их пара был отправлена на Летние Олимпийские игры 1964 года в Токио. В этот раз, Блайсе и Веенеманс выиграли серебряные медали в двойках, уступив в финальном заезде гребцам из Канады. В 1965 году Блайсе заявил о намерении продолжить карьеру в одиночной гребле. После призыва на военную службу Блайссе стал тренером по гребле для курсантов. Позже, жил и работал в Амстердаме, занимаясь подготовкой молодежи на соревнования по академической гребле. Был приглашён в качестве технического консультанта в комитет Федерации гребного спорта Нидерландов. Блайссе получил образование специалиста в области права и некоторое время работал юристом. Умер в 2001 году в Брюммене. Голландский конькобежец Бен Блайссе приходился Стевену — двоюродным братом.